# ティアゴ・トマス
ティアゴ・バレイロス・デ・メロ・トマス（Tiago Barreiros de Melo Tomás, 2002年6月16日 - ）は、ポルトガル・リスボン県カスカイス出身のサッカー選手。VfLヴォルフスブルク所属。ポジションはFW。

## クラブ経歴
2014年にスポルティング・クルーベ・デ・ポルトゥガルのユースアカデミーに入所。2020年6月にトップチーム昇格が決まり、5年契約を締結。7月1日のジル・ヴィセンテFC戦でプロデビュー。9月24日のUEFAヨーロッパリーグ 2020-21予備予選のアバディーンFC戦でプロ初ゴールを記録。以降国内リーグでも先発に定着。2020-21シーズンは、国内カップ戦タッサ・ダ・リーガで優勝。2021年2月にはアーセナルFCからの関心が報じられる。同シーズンは19年振りのリーグ優勝を果たし、二冠を達成。更に5月には同胞のジョゼ・モウリーニョが監督に就任したASローマからの関心も報じられた。
2022年1月30日、VfBシュトゥットガルトに買取オプション付きの2023年6月30日までの期限付き移籍が発表された。
2023年7月5日、VfLヴォルフスブルクに4年契約で移籍した。

## 代表経歴
2018年から各ユース世代のポルトガル代表に随時招集。2019年にはU-17代表でUEFA U-17欧州選手権に出場。2021年にはU-21代表でUEFA U-21欧州選手権2021に出場している。